# Kościół Zmartwychwstania Pańskiego w Pruchnej
Kościół Zmartwychwstania Pańskiego w Pruchnej – kościół ewangelicko-augsburski w Pruchnej, w województwie śląskim w Polsce. Należy do parafii ewangelicko-augsburskiej w Drogomyślu.

## Historia
Kaplica ewangelicka na cmentarzu w Pruchnej została wybudowana w latach 1892-1893. W ołtarzu umieszczono obraz przedstawiający Zmartwychwstanie Jezusa. Uroczystość poświęcenia odbyła się 17 września 1893 r. Dzwony na wieży zainstalowano w 1923 r.
W czasie II wojny światowej świątynia uległa zniszczeniu. Została odbudowana w 1945 r. Podczas odbudowy dodano balkon, który pozwolił na zwiększenie liczby miejsc.
Od 1952 r. przy kościele rozpoczęło się prowadzenie zajęć szkółki niedzielnej. 
W 1973 r. przeprowadzono generalny remont kaplicy i budowę chóru. Kolejny remont i przebudowa wnętrza miał miejsce w 1987 r.
1 kwietnia 1991 ks. biskup Jan Szarek podniósł kaplicę do rangi kościoła. W tym samym roku zainstalowano nowe organy elektryczne.
Z okazji stulecia kościoła, świątynia została ponownie wyremontowana w 1992 r. Zamontowano oświetlenie ołtarza, podgrzewanie ławek i nowe gzymsy. Fasadę kościoła odnowiono w 1999 r. Trzy lata później zainstalowano nowy zegar oraz mechanizm dzwonów, a w 2004 r. wymieniono okna.
W 2000 r. w pobliżu kościoła rozpoczęto budowę nowego domu parafialnego, w którym od 2005 r. zamieszkał proboszcz pomocniczy. W domu prowadzone są szkółki niedzielne, godziny biblijne, spotkania młodzieżowe i próby chóru dziecięcego.